# Ljugyi invalidi (dal)
A Ljugyi invalidi (oroszul cirillül: Люди-инвалиды; angolul: Disabled People; magyarul: Nyomorékok) egy orosz dal a t.A.T.u. Ljugyi invalidi albumáról. Az orosz verziót csak Oroszországban, a dal angol nyelvű verzióját, a Dangerous and Movingot az Egyesült Királyságban, Japánban és több ázsiai országban adták ki.

## Helyezések
| Ország                    | Helyezés |
| ------------------------- | -------- |
| Russia Airplay TopHit 100 | 63       |

## Fordítás
Ez a szócikk részben vagy egészben  a   Lyudi_Invalidy_(song) című angol Wikipédia-szócikk fordításán alapul.  Az eredeti cikk szerkesztőit annak laptörténete sorolja fel. Ez a jelzés csupán a megfogalmazás eredetét és a szerzői jogokat jelzi, nem szolgál a cikkben szereplő információk forrásmegjelöléseként.